# هارون ووكر (لاعب كرة قدم)
هارون ووكر (بالإنجليزية: Aaron Walker)‏ هو لاعب كرة قدم أمريكي في مركز الوسط، ولد في 4 يونيو 1990 في وودستوك في الولايات المتحدة. لعب مع أتلانتا سيلفرباكس.

## وصلات خارجية
- هارون ووكر (لاعب كرة قدم) على موقع قاعدة بيانات كرة القدم.إي يو (الإنجليزية)
- هارون ووكر (لاعب كرة قدم) على موقع Soccerway.com (الإنجليزية)